# Adair Crawford

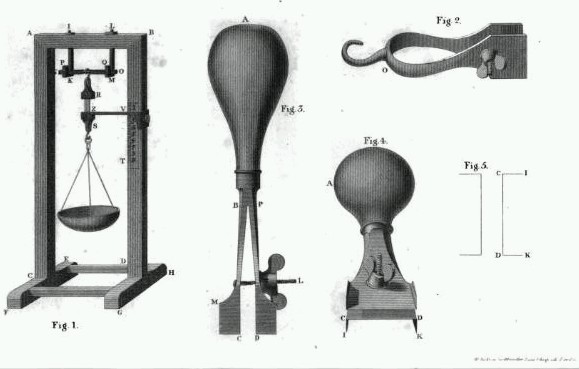
Dibujo de algunos elementos del equipamiento de laboratorio de Adair Crawford.

Adair Crawford (1748- 29 de julio de 1795), fue un químico y médico irlandés, miembro de la Royal Society. Fue un pionero en el desarrollo de métodos calorimétricos para medir la capacidad calorífica específica de sustancias y el calor de las reacciones químicas. En su influyente libro de 1779, "Experimentos y observaciones sobre el calor animal" ("Experiments and Observations on Animal Heat"), Crawford presentó nuevos experimentos que demostraban que el intercambio de gases respiratorios en los animales es un ejemplo de combustión (dos años después de la influyente obra de Antoine Lavoisier, "Sobre la combustión en general" (On combustion in general). Crawford también participó en el descubrimiento del elemento estroncio, junto a William Cruickshank.

## Vida
Adair Crawford nació cerca de Belfast. A causa de su débil voz, hubo de abandonar su intención de convertirse en clérigo presbiteriano, por lo que estudió medicina en las universidades de Glasgow y Edimburgo. Fue profesor de Química de la Real Academia Militar de Woolwich, Londres, y médico en el Hospital Saint Thomas de Londres. Murió en Lymington, Hampshire.
No es casualidad que los títulos de sus publicaciones suelan comenzar con la palabra Experimentos. Crawford dejó que los detalles de sus experimentos y sus resultados hablasen claro, y por lo general se abstuvo de teorizar y de dar interpretaciones. Él mantuvo la hipótesis del flogisto, más tarde desacreditada, pero no era doctrinario al respecto.

## Trabajos sobre Calorimetría
El libro de Crawford "Investigación experimental sobre los Efectos de los tónicos y otras sustancias medicamentosas, sobre la cohesión de la fibra animal" ("Experimental Enquiry into the Effects of Tonics and Other Medicinal Substances on the Cohesion of Animal Fibre"), escrito hacia el final de su vida, ofrece una presentación muy legible de su forma de hacer química, con una buena aproximación al método científico. He aquí un ejemplo:
Con el fin de determinar los cambios que pueden sufrir las fibras de origen animal mediante su exposición a la acción del vino de Oporto, se tomaron seis porciones del intestino delgado de un gatito. Tres de ellas fueron introducidas en un frasco, que fueron casi llenadas con vino de Oporto, y cerradas con un corcho, y las tres restantes se sumergieron en agua, como referencia. Al ser colocadas en un sitio fresco durante tres días, las partes en contacto con el vino adquirieron mayor firmeza que las que se sumergieron en el agua. La suma de los pesos necesarios para romper la primera porción fue de 9 libras y 0 onzas;. la suma de los necesarios para romper el último fue 7 libras y 4 onzas. .... Con el fin de evitar errores en los ensayos de esta naturaleza, es de suma importancia que las porciones del intestino sean lo más aproximadamente posible de la misma longitud. También deben tener casi el mismo grado de curvatura. Por una parte muy curvada del intestino es más fácil romperlo que por una parte recta .... Si los ensayos se repiten con frecuencia, los resultados que se obtengan estarán próximos a la verdad .... De los ensayos anteriores, se deduce, que la firmeza, elasticidad y fuerza de los intestinos de un gatito se incrementan considerablemente mediante la inmersión durante tres días en vino de Oporto. He encontrado, sin embargo, que un tiempo mucho menor que este es suficiente para que el vino produzca todo su efecto. En varios experimentos parece que ha tenido lugar un aumento manifiesto de la cohesión en menos de una hora; y después de que han transcurrido diez horas, creo que no se produce un aumento adicional. 

## Descubrimiento del estroncio
En 1790, junto con su colega William Cruickshank de la Real Academia Militar de Woolwich, Londres, Crawford señaló el carácter distintivo de la estroncianita entre los minerales de bario, y por lo tanto se puede decir que descubrieron el estroncio. Sin embargo, también podría decirse que el honor debe corresponder a Humphry Davy quien, en 1808, se convirtió en el primero en aislar el elemento puro.

## Principales obras
- Crawford, Adair (1779). Experiments and Observations on Animal Heat, and the Inflammation of Combustible Bodies. Londres: Murray.(Segunda edición 1788)

- Crawford, Adair (1790). «Experiments and Observations on the Matter of Cancer, and on the Aerial Fluids Extricated from Animal Substances by Distillation and Putrefaction; Together with Some Remarks on Sulphureous Hepatic Air». Philosophical Transactions of the Royal Society of London 80: 391 - 426. doi:10.1098/rstl.1790.0026.

- Crawford, Adair (1816). An Experimental Enquiry into the Effects of Tonics and Other Medicinal Substances on the Cohesion of Animal Fibre. Londres: G. Hayden. Consultado el 7 de febrero de 2008.

## Distinciones
- Miembro de la Royal Society (1786)